# Hans Mihalovicz
Hans Mihalovicz (* 16. September 1938 in Engerau bei Preßburg) ist ein ehemaliger deutscher Fußballspieler, der in den 1960er Jahren für den SC Einheit Dresden und die BSG Wismut Gera in der DDR-Oberliga, der höchsten Spielklasse im DDR-Fußball, spielte.

## Sportliche Laufbahn
Mihalovicz begann seine Laufbahn als Fußballspieler in Mecklenburg bei der Betriebssportgemeinschaft (BSG) Empor Neustrelitz. Mit 19 Jahren ging er nach Sachsen, um sich dem SC Einheit Dresden anzuschließen. Dort wurde er ab 1958 hauptsächlich in der Reservemannschaft des DDR-Oberligisten eingesetzt, ehe er in der Saison 1960 zu seinen ersten beiden Spielen in der Oberliga kam. In den ersten zwei Punktspielen wurde er als Linksaußenstürmer eingesetzt. In der Saison 1961/62, die zum Wechsel in den Sommer-Frühjahr-Rhythmus über 39 Runden lief, wurde Mihalovicz in weiteren vier Oberligaspielen aufgeboten. Diese fanden zwischen dem 6. und 12. Spieltag statt, nur zweimal Mihalovicz stand als Stürmer in der Anfangself.
Zur Spielzeit 1962/63 kehrte er nach Mecklenburg zurück und spielte nun für den zweitklassigen DDR-Ligisten SC Neubrandenburg. Auch dort konnte er nicht richtig Fuß fassen und wanderte schon nach sieben Punktspieleinsätzen in der Hinrunde zur ebenfalls zweitklassigen BSG Wismut im thüringischen Gera. Nach nur fünf Spielen vom Frühjahr 1963 bis zum Frühjahr 1964 fand sich Mihalovicz in der Spielzeit 1964/65 endlich in der DDR-Liga zurecht. In den 30 ausgetragenen Punktspielen wurde er 15 Mal aufgeboten und erzielte auch vier Tore. Den endgültigen Durchbruch schaffte er 1965/66, als er, allerdings ohne Torerfolg, 29 der 30 Punktspiele absolvierte. Er war damit maßgeblich auf Aufstieg der BSG Wismut in die DDR-Oberliga beteiligt.
Für die Oberligasaison 1966/67 verstärkte sich Wismut Gera mit zahlreichen neuen Spielern, wodurch Mihalovicz wieder aus der Stamm-Mannschaft herausfiel. Er profitierte lediglich vom langfristigen Ausfall des Verteidigers Kurt Kosmanek, in dessen Vertretung Mihalovicz in sieben Oberligaspielen eingesetzt wurde. Die Geraer konnten sich in der Oberliga nicht behaupten und stiegen nach dem Saisonende wieder ab. Mihalovicz beendete im Alter von 28 Jahren seine Laufbahn als Fußballspieler. In seinen acht Jahren in der Oberliga und der DDR-Liga war er lediglich auf 69 Punktspieleinsätze und fünf Tore gekommen.